# Chelo (cantante)
Chelo, nome d'arte di Jose Oscar Mejias Hernandez (...), è un cantante e ballerino portoricano con cittadinanza statunitense.

## Biografia e carriera
Chelo nasce come ballerino di break dance. Mentre era ancora alle scuole superiori, Chelo viene assunto dalla stella del reggaeton Daddy Yankee come coreografo. In seguito il giovane portoricano, comincia la propria carriera musicale con il gruppo dei Jive, in seguito Jyve V, con i quali vince una gara di break dance a Miami Beach
La Sony BMG gli offre un contratto, con il quale Chelo fa uscire il suo primo album 360º che contiene il singolo Cha Cha, numero uno nella classifica dei download digitali di iTunes nel 2006.

## Discografia

### Album
- 2006 - 360º

### Singoli
- 2006 - Cha Cha
- 2006 - Yummy
- 2007 - Un corazon